# Caitlin Carmichael
Caitlin Elizabeth Carmichael (Tifton, Georgia; 2 de julio de 2004) es una actriz estadounidense.

## Vida y carrera
nació en Tifton, Georgia. Ha aparecido en varios programas de televisión y películas, incluidos Shake It Up, iCarly, Hot in Cleveland, Law & Order: LA y Criminal Minds.
En 2011, fue nominada en la 32.ª edición de los Young Artist Awards por el cortometraje The Mis-Informant.
Además de actuar, Carmichael pasa tiempo tomando clases de baile (ballet, tap y hip hop), así como gimnasia. Ella también hace trabajo voluntario con la Iglesia Presbiteriana de Beverly Hills, ayudando a alimentar a las personas sin hogar. 
En 2012, en la 33.ª edición de los Young Artist Awards, fue nominada a Mejor actuación como invitada en una serie de televisión por Shake It Up y también ganó Mejor actuación en una miniserie por su papel en Bag of Bones.

## Filmografía

### Películas
| Año  | Título                                   | Papel              | Notas         |
| ---- | ---------------------------------------- | ------------------ | ------------- |
| 2010 | Backlight                                | Jamie              |               |
| 2010 | The Mis-Informant                        | Betania            | Cortometraje  |
| 2011 | Conception                               | Lucy               |               |
| 2012 | Forgetting the Girl                      | Nicole             |               |
| 2012 | Genoveva                                 | Joven Lizzie       |               |
| 2012 | Lany's Morning                           | Niñita             | Cortometraje  |
| 2013 | The Wicked                               | Amanda Drake       | Vídeo         |
| 2013 | Wiener Dog Nationals                     | Bridget Jack       |               |
| 2013 | A Country Christmas                      | Miley Logan        |               |
| 2014 | Shoulder to Shoulder                     | Rachael            | Cortometraje  |
| 2014 | 300: Rise of an Empire                   | Artemisia (8 años) |               |
| 2014 | Teacher of the Year                      | Sierra Carter      |               |
| 2014 | Bedbug                                   | Dee                | Cortometraje  |
| 2014 | Being American                           | Angela             |               |
| 2014 | Unmatched                                | Lucy               | Cortometraje  |
| 2015 | Sweetheart                               | Novio              | Cortometraje  |
| 2015 | Wiener Dog Internationals                | Bridget Jack       |               |
| 2015 | An American Girl: Grace Stirs Up Success | Maddy              |               |
| 2015 | Operation: Neighborhood Watch!           | Rosemary           |               |
| 2015 | Martyrs                                  | Sam                |               |
| 2015 | Monsters                                 | Jenn               | Cortometraje  |
| 2016 | Po                                       | Amelia Carr        |               |
| 2016 | The Dandy Warhols: Catcher in the Rye    | Phoebe Caulfield   | Video corto   |
| 2016 | The Night Visitor 2: Heather's Story     | Brezo              |               |
| 2016 | A Mermaid's Tale                         | Ryan               |               |
| 2017 | Wheelman                                 | Katie              |               |
| 2018 | Life Itself                              | Abby (11-13 años)  |               |
| 2019 | Epiphany                                 | Luka               |               |
| 2021 | Midnight in the Switchgrass              | Tracey Lee         |               |
| TBA  | Little Buddy                             | Ricci              | Posproducción |

### Televisión y web
| Año           | Título                            | Papel                    | Notas                                                       |
| ------------- | --------------------------------- | ------------------------ | ----------------------------------------------------------- |
| 2008          | In the Motherhood                 | Sasha                    | Episodio: «Just Shoot Me, Cupid!»                           |
| 2008          | Mystery ER                        | Madison                  | Episodio: «Dead in Ten/Speed Bump»                          |
| 2009          | Mentes criminales                 | Louisa Bonner            | Episodio: «Roadkill»                                        |
| 2010          | 10 Things I Hate About You        | Bianca Stratford (joven) | Episodio: «The Winner Takes It All»                         |
| 2011          | Shake It Up                       | Eileen Keller            | Episodio: «Glitz It Up»                                     |
| 2011          | Hot in Cleveland                  | Annabelle                | Episodio: «Elka's Snowbird»                                 |
| 2011          | iCarly                            | Molly                    | Episodio: «iPity the Nevel»                                 |
| 2011          | Special Agent Oso                 | Athena (voz)             | Episodio: «Quatum of Celery/Drink Another Day»              |
| 2011          | Law & Order: LA                   | Lily Winters             | Episodio: «Zuma Canyon»                                     |
| 2011          | True Blood                        | Little Girl              | Episodio: «Let's Get Out of Here», «Burning Down the House» |
| 2011          | It's Always Sunny in Philadelphia | Samantha                 | Episodio: «Frank Reynold's Little Beauties»                 |
| 2011          | Dexter                            | Ella                     | Episodio: «Just Let Go»                                     |
| 2011          | CSI: Miami                        | Tori Haverford           | Episodio: «Crowned»                                         |
| 2011          | Bag of Bones                      | Kyra Devore              | Miniserie                                                   |
| 2012          | Supermoms                         | Lily                     | Serie de televisión                                         |
| 2012          | Bad Girls                         | Piper Patterson          | Película para televisión                                    |
| 2012          | Daybreak                          | 8-year-old Girl          | Episodio: «Chapter 5»                                       |
| 2012          | Retired at 35                     | Chelsea                  | Episodio: «The Grifters»                                    |
| 2012          | The Neighbors                     | Emma                     | Episodio: «Halloween-ween»                                  |
| 2012          | The Dog Who Saved the Holidays    | Kara Bannister           | Película para televisión                                    |
| 2012–2020     | Doctora Juguetes                  | Alma (voz)               | Personaje recurrente                                        |
| 2013          | Vegas                             | Geena Everson            | Episodio: «The Third Man»                                   |
| 2013          | Mentes criminales                 | Kylie Carpenter          | Episodio: «In the Blood»                                    |
| 2013–2014     | Chosen                            | Ellie Mitchell           | Elenco principal                                            |
| 2014          | Suburgatory                       | Paris                    | Episodio: «No, You Can't Sit with Us»                       |
| 2014          | The Legend of Korra               | Tuyen (voz)              | Episodio: «The Calling»                                     |
| 2015          | Agent Carter                      | Anya (10 años)           | Episodio: «The Iron Ceiling»                                |
| 2015          | Portrait of Love                  | Jess Dwyer               | Película para televisión                                    |
| 2016          | The Loud House                    | Kat (voz)                | Episodio: «Lincoln Loud Girl Guru/Come Sale Away»           |
| 2016          | Z Nation                          | Lucy (14 años)           | Episodio: «Duel»                                            |
| 2017          | Chicken Girls                     | Laney Raymond            | Serie web; personaje recurrente                             |
| 2018          | Young Sheldon                     | Veronica (14 años)       | Episodio: «Schoolgirl»                                      |
| 2018          | The Good Doctor                   | Riley Mulloy             | Episodio: «Patient»                                         |
| 2019-presente | Dwight in Shining Armor           | Gretta                   | Elenco principal                                            |